# Astragalus egglestonii
Astragalus egglestonii es una especie de planta del género Astragalus, de la familia de las leguminosas, orden Fabales.

## Distribución
Astragalus egglestonii se distribuye por Estados Unidos (Arizona y Nuevo México).

## Taxonomía
Fue descrita científicamente por (Rydb.) Kearney & Peebles. Fue publicado en Journal of the Washington Academy of Sciences 29: 484 (1939).